# 格布里斯山
47°22′54″N 9°28′04″E / 47.38167°N 9.46778°E

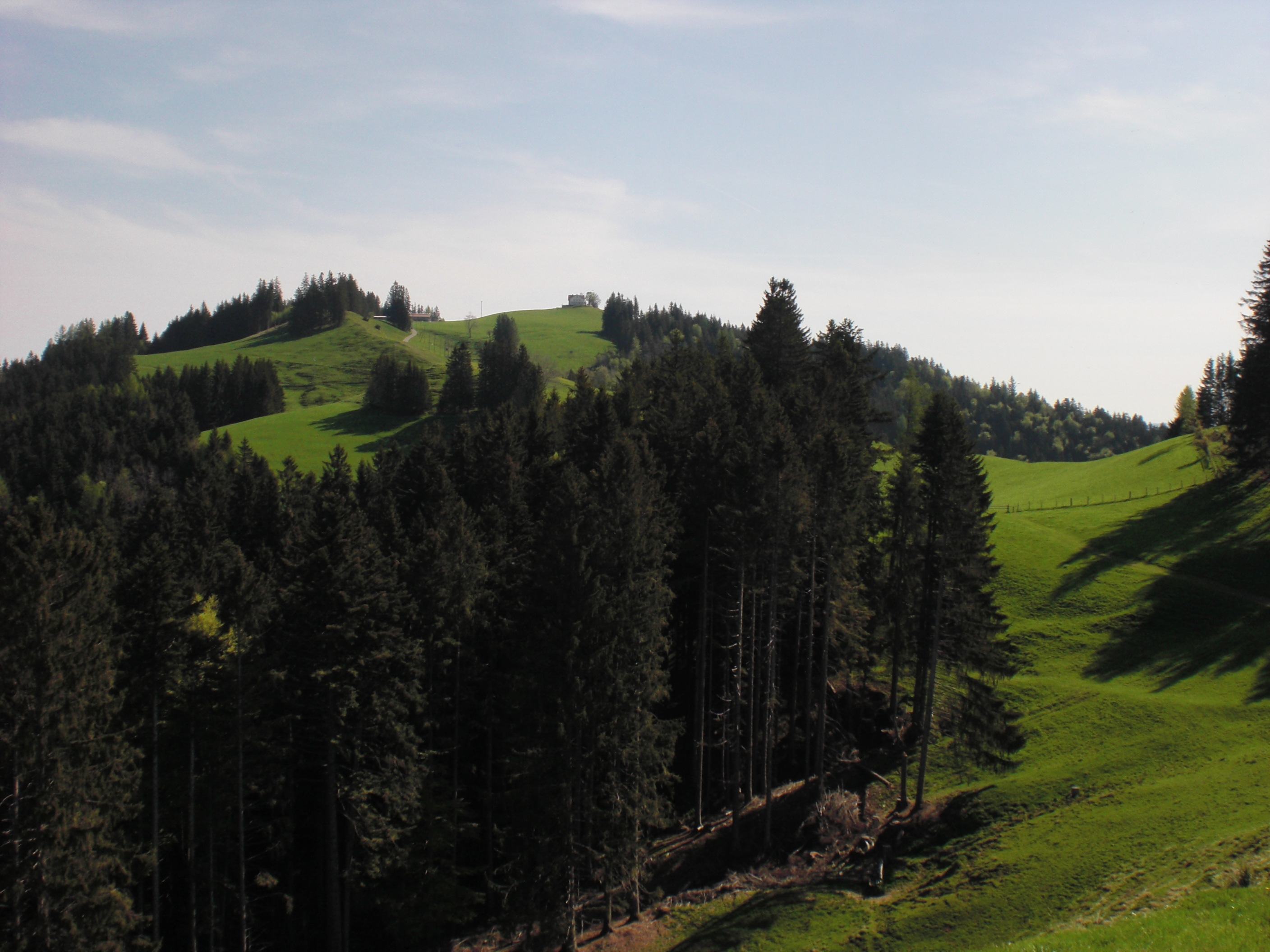

格布里斯山（Gäbris），是瑞士的山峰，位於該國東北部，由內阿彭策爾州負責管轄，屬於阿彭策爾阿爾卑斯山脈的一部分，該山峰海拔高度1,251米。

## 外部連結
- Gäbris on Hikr （页面存档备份，存于）